# 索鳃金龟属
索鳃金龟属是鞘翅目甲虫的一个属，按生物分類法屬於金龜子總科鰓金龜科。

## 下属物种
本屬包括下列各物種：
- Sophrops acalcarium
- Sophrops acutangularis
- Sophrops analesetalis
- Sophrops arrowi
- Sophrops basicollis
- Sophrops bifenestratus
- Sophrops bituberculatus
- Sophrops brevisetalis
- Sophrops brevisetosa
- Sophrops brunneus
- Sophrops burmanica
- Sophrops cantonensis
- Sophrops cephalotes
- Sophrops chinensis
- Sophrops coronarius
- Sophrops costatus
- Sophrops cotesi
- Sophrops cribripennis
- Sophrops defreinai
- Sophrops deliensis
- Sophrops densata
- Sophrops eurystomus
- Sophrops excisus
- Sophrops formosana
- Sophrops foveatus
- Sophrops hauseri
- Sophrops heteropyga
- Sophrops heydeni
- Sophrops himalayica
- Sophrops holosetosa
- Sophrops impressicollis
- Sophrops irregularis
- Sophrops kawadai
- Sophrops keralensis
- Sophrops konishii
- Sophrops lata
- Sophrops latiuscula
- Sophrops longiflabella
- Sophrops luridipennis
- Sophrops mindanaoensis
- Sophrops opacidorsalis
- Sophrops pallidus
- Sophrops parviceps
- Sophrops paucisetosa
- Sophrops peronosporus
- Sophrops pexicollis
- Sophrops planicollis
- Sophrops promeanus
- Sophrops pruinosipyga
- Sophrops purkynei
- Sophrops reticulata
- Sophrops roeri
- Sophrops rotundicollis
- Sophrops rugata
- Sophrops rugipennis
- Sophrops rugulosa
- Sophrops schereri
- Sophrops sericeicollis
- Sophrops setosa
- Sophrops similis
- Sophrops simplex
- Sophrops singhalensis
- Sophrops standfussi
- Sophrops stenocorpus
- Sophrops striatus
- Sophrops subrugata
- Sophrops subrugosa
- Sophrops taiwana
- Sophrops takatoshii
- Sophrops thoracica
- Sophrops tonkinensis
- Sophrops umbilicata
- Sophrops vethi
- Sophrops yangbiensis
- Sophrops yunnanica